# Miejski Dom Kultury w Zgorzelcu

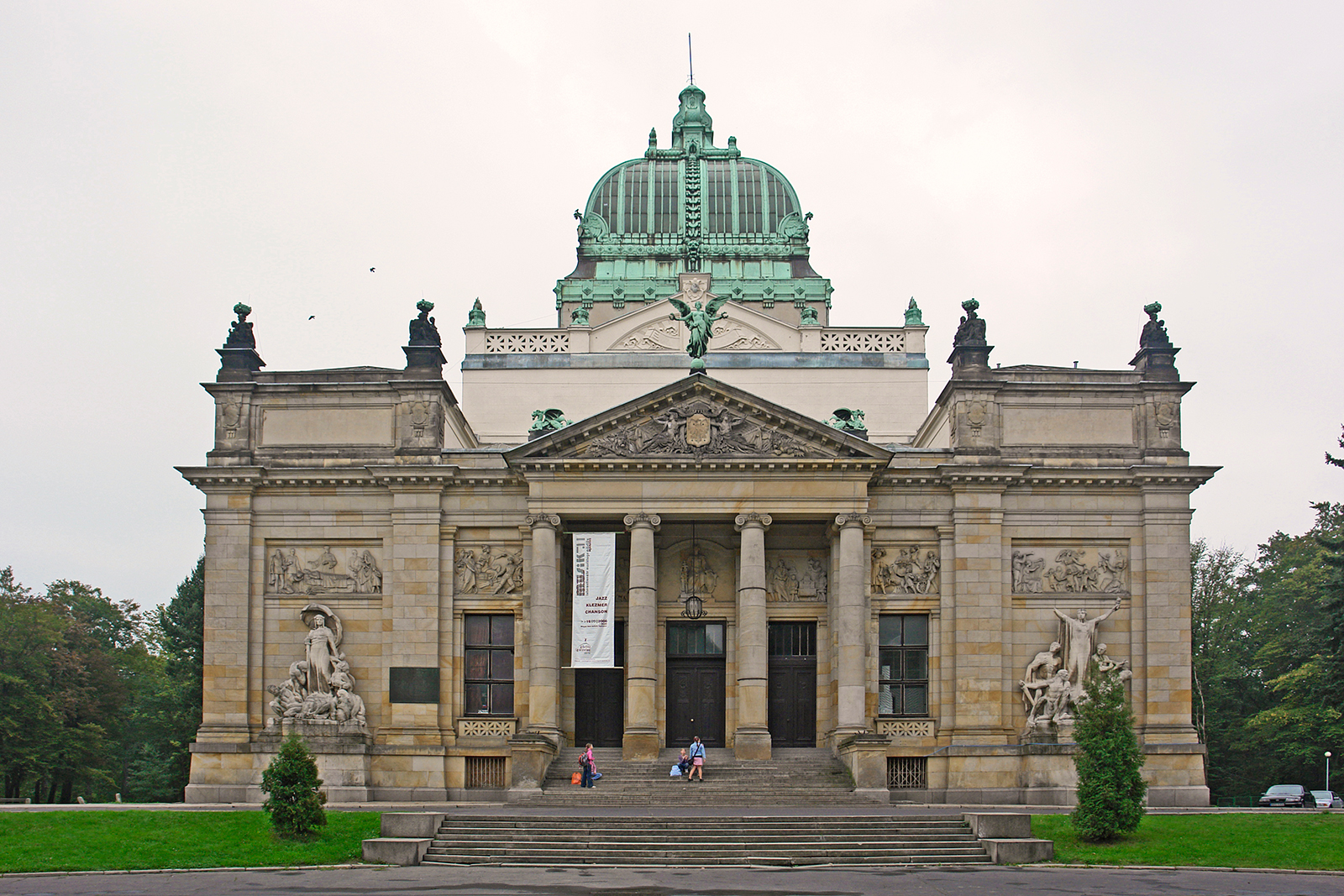
Miejski Dom Kultury – front zachodni

Miejski Dom Kultury w Zgorzelcu (daw. Górnołużycka Hala Chwały, Górnołużycka Hala Pamięci, niem. Oberlausitzer Ruhmeshalle, Oberlausitzer Gedenkhalle) – monumentalna budowla w stylach neobarokowym (tzw. styl wilhelmiński) oraz neoklasycystycznym położona w Zgorzelcu blisko Nysy Łużyckiej.
 Budynek wpisany jest do rejestru zabytków pod nr rej.: A/5746/1139/J z 14.05.1993

## Historia

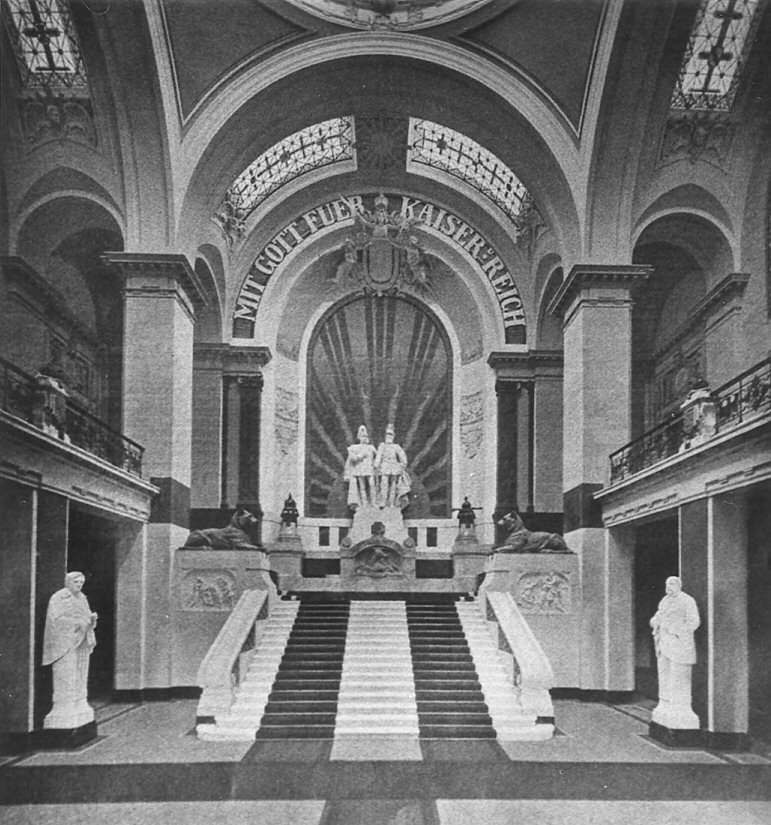
Historyczny wystrój budynku w 1902 roku

Budynek w zamyśle powstawał jako pomnik patriotyzmu i pamięci dwóch niemieckich cesarzy – Wilhelma I i Fryderyka III (pierwszych cesarzy zjednoczonych Niemiec). Budynek postanowiono nazwać „Górnołużycką Halą Chwały”, ale używano też nazwy „Górnołużycka Hala Pamięci”. Budowa obiektu została sfinansowana z dobrowolnych składek od ludności Górnych Łużyc. Projektantem, a zarazem budowniczym zabytku był mieszkający w Görlitz architekt Hugo Behr. Kamień węgielny został położony 18 października 1898 r. (rocznica urodzin cesarza Fryderyka III). Uroczyste otwarcie nastąpiło 28 listopada 1902 r. w obecności cesarza Wilhelma II. Rok później rozpoczęto organizację muzeum, którego otwarcie miało miejsce 1 czerwca 1904 r., i przyjęto nazwę „Kaiser-Friedrich-Museum”. W muzeum zgromadzono miejskie zbiory sztuki, starodruki, militaria, zbiory numizmatyczne, eksponaty starożytne, a także przedmioty będące dziełem regionalnych artystów.

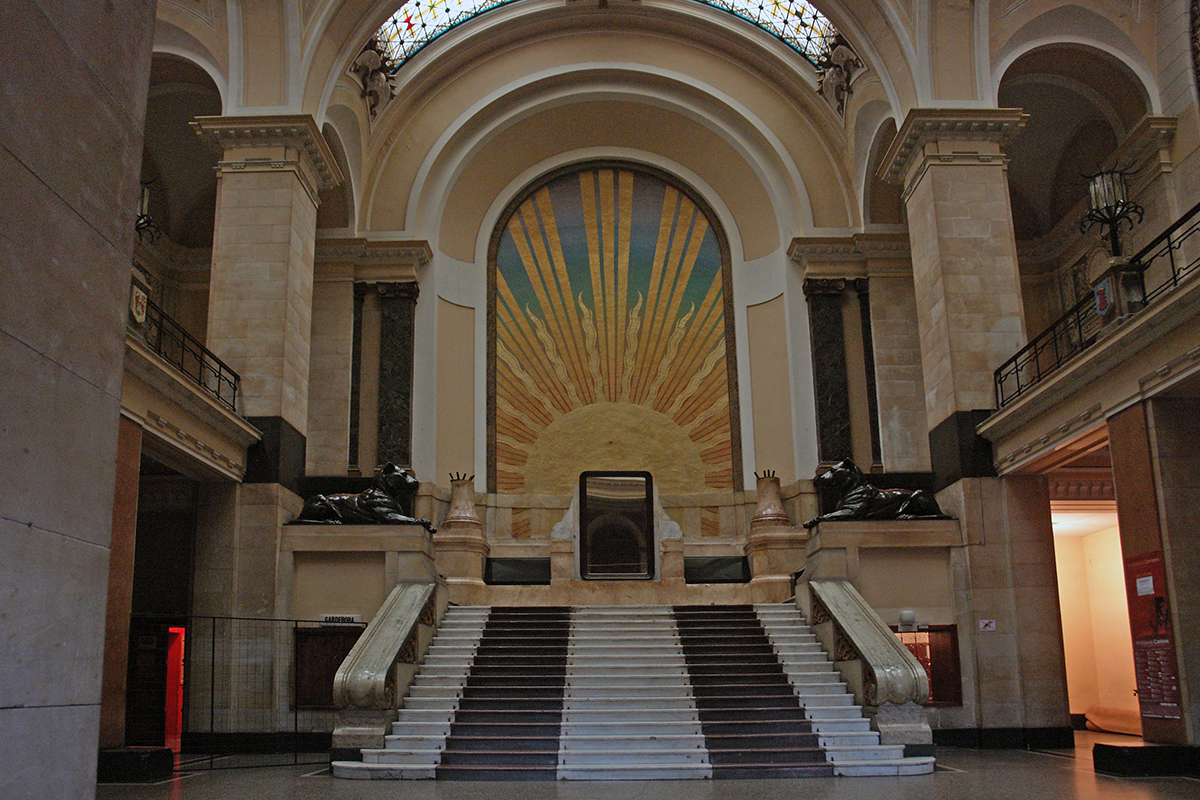
Miejski Dom Kultury – wnętrze

Po II wojnie światowej zbiory muzeum zaginęły, zostały skradzione, a część trafiła do Wrocławia (obecnie w Muzeum Narodowym we Wrocławiu). Krótko po wojnie pojawił się pomysł, aby utworzyć dla ocalałych zbiorów „Muzeum Łużyckie”. Jednak urzędnicy różnego szczebla przeznaczyli obiekt na „Powiatowy Dom Kultury”, który swoją działalność rozpoczął 1 lipca 1948 r.
6 lipca 1950 podpisano tam układ zgorzelecki dotyczący wytyczenia ustalonej już granicy na Odrze i Nysie Łużyckiej. Dokument został podpisany przez premierów Polski i NRD – Józefa Cyrankiewicza i Otto Grotewohla.
W maju 1975 r. w związku z reformą podziału administracyjnego państwa, nazwę zmieniono na „Miejski Dom Kultury”.
Obecnie w pomieszczeniach obiektu odbywają się próby oraz przedstawienia teatralne, zajęcia muzyczne, taneczne, językowe, plastyczne, fotograficzne, koncerty muzyczne oraz wystawy. Funkcjonuje tu również  DKF i kino „PoZa NoVa”. Od 2000 roku odbywają się tu co jakiś czas wspólne posiedzenia rad miejskich Zgorzelca i Görlitz.

## Architektura

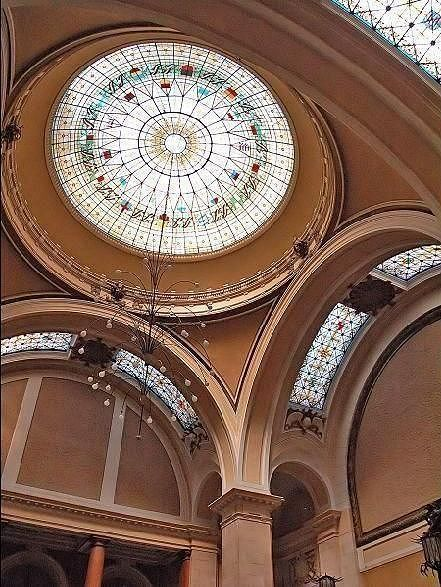
Miejski Dom Kultury – wewnętrzna kopuła z witrażami

Budynek został zaprojektowany przez niemieckiego architekta Hugo Behra. Obiekt łączy w sobie cechy neobaroku (tzw. stylu wilhelmińskiego) oraz neoklasycyzmu, będąc przykładem eklektyzmu w architekturze. Jest budowlą centralną łączącą charakter obiektu zabytkowego oraz pomnika. Łączna wysokość budynku wynosi 42 m.
Kopuła zwieńczona koroną cesarską pokrywa na zewnątrz główne pomieszczenie budynku – właściwą Halę Chwały. Jej wysokość w świetle wynosi ok. 21 m, rzut poziomy to kwadrat o boku ok. 19 m. Od wewnątrz kopułę wieńczy dziewięć witraży (w tym jeden duży okrągły). Na wprost wejścia do holu znajdowały się, wykonane z białego marmuru, dwa posągi pierwszych cesarzy niemieckich: Wilhelma I i Fryderyka III o wys. 3 m każdy, autorstwa prof. Johannesa Pfuhla z Berlina (obecnie znajduje się tam lustro). Witraż zdobiący niszę znajdującą się za posągami zdobił wizerunek wschodzącego słońca. Po obu stronach rzeźb na marmurowych cokołach spoczywały odlane z brązu insygnia władzy cesarskiej. Prowadzące do niszy cesarskiej marmurowe schody mają po obu bokach szerokie balustrady, przyozdobione reliefami ulubionych kwiatów obu cesarzy – chabrami i fiołkami. Dwie duże metalowe lwice spoczywające po obu stronach schodów symbolizowały bronienie dostępu do cesarskich insygniów.
W pomieszczeniu kopułowym stały, przed sześcioma filarami dźwigającymi galerię, popiersia niemieckich władców państw niemieckich wykonane z marmuru karraryjskiego, a mianowicie od schodów na lewo: król Saksonii Jan, wielki książę Fryderyk Badeński, król Bawarii Ludwik II, a na prawo: król Saksonii Albert, wielki książę Meklemburgii-Schwerinu Fryderyk Franciszek II oraz król Wirtembergii Karol. W połowie wysokości schodów prowadzących na górne piętro, po obu stronach niszy cesarskiej, znajdują się dwie duże płaskorzeźby wykonane z brązu autorstwa Hugo Lederera, na lewo – „Mądrość i Siła”, na prawo – „Wolność i Sprawiedliwość”. Na piętrze znajdują się nad drzwiami ornamenty częściowo wykonane z piaskowca: w formie kartusza korona cesarska oraz „fantazja i tajemnicza prawda sztuki”. 
Naprzeciwko niszy cesarzy, na górnym piętrze, są trzy duże nisze, w których znajdowały się posągi: Bismarcka, Moltkego i Roona. 

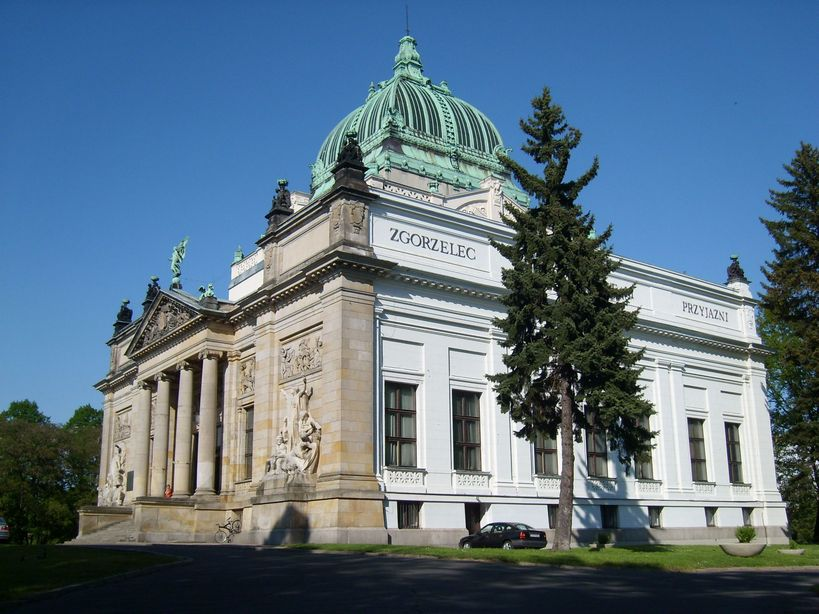
Miejski Dom Kultury – widok od strony płd.-zach.

Na zewnątrz w elewacji zachodniej znajduje się monumentalny portyk kolumnowy z tympanonem.
Zewnętrzną szatę tej fasady tworzą dwie grupy rzeźb autorstwa Hugo Lederera z Berlina. Po lewej stronie schodów znajduje się wyobrażenie wojny, nad którym zamieszczono relief przedstawiający „okrucieństwa wojny”. Po prawej stronie – pokój z reliefem „błogosławieństwa pokoju”. Znajdujące się między nimi fryzy przedstawiają sceny składania hołdu Germanii przez Niemcy Południowe i Północne. Autorem ich jest Reinhard Schnauder z Drezna. Jest on także autorem: rzeźb Wiktorii – nad szczytem tympanonu, Sztuki i Historii na froncie bocznym (północnym). Cztery duże emblematy umieszczone na fasadzie bocznej przedstawiają: handel i żeglugę, przemysł, sztukę i rzemiosło oraz rolnictwo.